# LoliRock
LoliRock è una serie animata francese creata da David Michel e Jean-Louis Vandestoc, prodotta dalla compagnia Zodiak Kids, in collaborazione con France 3 e Disney France. ed è composta da 2 stagioni di 26 episodi ciascuna. La serie è stata trasmessa dal 18 ottobre 2014 sul canale France 3, e in Italia dal 17 novembre 2014 su DeA Kids ed in chiaro dal 14 novembre 2015 su Super!.
Il 22 marzo 2023, a distanza di oltre 6 anni dalla messa in onda dell'ultimo episodio, il creatore Jean-Louis Vandestoc ufficializza la realizzazione di una terza stagione, che uscirà in data da destinarsi.

## Trama
Iris è una ragazza che vive a Sunny Bay ma, quando incontra Talia e Auriana, scopre di essere la principessa di Ephidia, un reame che lo stregone Gramorr sta tentando di conquistare. Per liberare Ephidia è necessario riunire i cristalli dell'oracolo o zaffiri della corona reale, dispersi sulla Terra. Insieme a Talia e Auriana, Iris si trasforma per combattere contro lo stregone e i suoi scagnozzi e recuperare i cristalli mancanti. Le tre ragazze formano anche il gruppo pop delle LoliRock, al quale si aggiungeranno altre due ragazze a partire dalla seconda stagione.

## Personaggi

### Personaggi principali
Iris, principessa di Ephidia
È una quindicenne che vive a Sunny Bay. Dotata di grande altruismo e senso della giustizia, è la principessa di Ephidia, è innamorata di Nathaniel. È la più romantica del trio. Ha gli occhi azzurri e i capelli biondi ondulati, ma quando si trasforma i suoi capelli diventano rosa. Il suo oggetto di trasformazione è una collana dal ciondolo a cuore color rosa, oro e bianco. Come seconda arma possiede una spada di cristallo rosa. Nell'ultimo episodio della seconda stagione uccide accidentalmente Mephisto mentre combatte contro Gramorr. Tiene un diario segreto in cui per la maggior parte delle volte scrive delle lezioni di vita.
Doppiata da Lilly Caruso (francese) e Katia Sorrentino (italiano)

Talia, principessa di Xeris
È una sedicenne molto seria e intelligente, in grado di imparare incantesimi complessi. È la principessa di Xeris ed è la più intelligente del gruppo. Ha una sorella maggiore di nome Izira, ritenuta molto potente e che le fa da modello di vita. Ha gli occhi color ambra, e i capelli castani e lisci che, quando si trasforma, diventano azzurri. Generalmente indossa una canotta bianca a righe blu, una giacca tutta blu e dei pantaloncini beige. Il suo talismano di trasformazione è un bracciale con una pietra a forma di rombo blu incastonata al centro. A differenza delle altre due principesse possiede lo scettro di Xeris.

Doppiata da Kelly Marot (francese) e Martina Felli (italiano)

Auriana, principessa di Volta
È una quindicenne giocherellona e sognatrice, nonché principessa di Volta. Le piacciono i bei ragazzi e ha 32 sorelle. La sua specialità è mettersi nei guai. Ha gli occhi verdi e i capelli rossi, che di solito lega in una coda laterale ma quando si trasforma diventano arancioni. Il suo gioiello di trasformazione è un anello con una pietra a forma di mezza luna. Come seconda arma possiede il nastro di Volta.
Doppiata da Léopoldine Serre (francese) e Jenny De Cesarei (italiano)

Carissa, principessa di Calix
Fiera e combattiva, è la principessa di Calix. Insieme a Lyna, ha liberato Izira e i membri della resistenza intrappolati da Gramorr. Forma un duo molto affiatato con la compagna Lyna, benché non vadano sempre d'accordo. Il suo talismano di trasformazione è una spallina con una stella viola incastonata e ha come arma delle bacchette da circo.
Doppiata da Fanny Bloc (francese), Jolanda Granato nella prima stagione e da Emanuela Pacotto nella seconda stagione (italiano)
Lyna, principessa di Borealis
Timida ma molto coraggiosa, è la principessa di Borealis. Adora il tè e bisticcia spesso con Carissa poiché quest'ultima preferisce i combattimenti, piuttosto che le cose regali. Si trasforma grazie a un fermaglio color oro e verde e ha come arma un grande anello che fa riferimento al disco rotante di Xina.
Doppiata da Marie Nonnenmacher (francese) e da Tiziana Martello (italiano)
Amaru
Mascotte del gruppo, originaria di Ephédia. Può trasformarsi in un animale alato simile al pegaso, trasportare le principesse e ha il potere di creare un'arena speciale, nella quale svolgere i combattimenti senza danneggiare i civili. Appartiene ad Auriana.
Doppiato da Léopoldine Serre (francese)
Nathaniel
Un amico di Iris che lavora come barista. Iris ha una cotta per lui e anche lui di lei; in una puntata scopre il segreto di Iris e le dirà che nonostante questo la ama lo stesso, e dopo che Iris combatte contro i gemelli e fa ritornare indietro il tempo, non si ricorderà più del segreto della ragazza, ma lui la amerà per sempre, sia come ragazza normale sia come principessa.
Doppiato da Hugo Brunswick (francese) e da Federico Zanandrea (italiano)
Zia Ellen / Ellira
Guardiana di Iris, originaria di Ephidia, mandata a proteggere Iris dai genitori di lei. È una signora allegra, che ama fare giardinaggio. Nell'episodio 17 della stagione 2 rivela ad Iris la sua vera identità.
Doppiata da Magali Rosenzweig (francese) e da Stefania Patruno (italiano)
Izira
Sorella maggiore di Talia, principessa forte e potente. Viene rivelato in seguito che è stata imprigionata da Gramorr a Kuznik, una prigione magica su Ephidia. appare per la prima volta nell'episodio 6 della stagione 1, in cui ha i capelli bianchi, la pelle scura e gli occhi color gelso. Ritorna nell'ultimo episodio della stagione 1, in cui conduce un movimento di resistenza contro Grammor.
Doppiata da Jessica Monceau (francese) e da Tania De Domenico (italiano)

### Antagonisti
Gramorr
Il malefico stregone delle tenebre che, dopo aver tradito i sovrani di Ephidia, ha preso il controllo del regno, ma prima di poter mettere le mani sulla corona, che gli avrebbe conferito il potere, questa viene protetta da un sortilegio e gli zaffiri che la ornavano vengono dispersi. Negli ultimi episodi della seconda stagione riesce ad ottenere il pieno potere della corona e tenta di lanciare un incantesimo per soggiogare gli abitanti di Ephidia al suo volere, ma viene intralciato da Iris e la sua squadra è durante il combattimento perde la corona che finisce in mano ad Iris e viene eliminato da un attacco del gruppo, dove gli si frantuma parte della maschera mostrando il suo volto, logorato dalla magia oscura.
Doppiato da Gilles Morgan (francese) e Marco Balzarotti (italiano)
Praxina
Sorella gemella di Mephisto. Ama sminuire le persone, soprattutto i suoi nemici e suo fratello, e il suo carattere forte la spinge a comandare. I suoi colori sono il nero e il rosso e il suo simbolo è una farfalla. Dopo la morte di Mephisto e la sconfitta di Gramorr, Praxina, trasformatasi in una malefica strega delle tenebre avvolta dallo sciame di farfalle, decide di continuare il suo piano e di vendicarsi di Iris che le ha portato via suo fratello, spingendo lei e le altre principesse a tornare sulla Terra.
Doppiata da Carine Foviau (francese) e Beatrice Caggiula (italiano)
Mephisto
Fratello gemello di Praxina, adora distruggere. È un po' maldestro e non molto dotato, e per questo fa spesso infuriare sua sorella. I suoi colori sono il bianco e il verde e il suo simbolo è un serpente. Nel secondo episodio della seconda stagione ha detto che se non dovesse combattere contro Iris, per lui sarebbe un onore servirla e, nell'episodio "Sarai mio" invece, lui avrà perfino una cotta per Iris, ma sotto effetto di un incantesimo. Nell'ultimo episodio della seconda stagione, durante il combattimento tra Iris e Gramorr, Mephisto muore nel tentativo di salvare la sorella a seguito di un'esplosione.
Doppiato da Nessym Guetat (francese) e Omar Maestroni (italiano)
Deinos e Kakos
Sono due gemelli che in un episodio sostituiscono Praxina e Mephisto. Sono uguali in aspetto e vestiario, solo che Deinos ha lineamenti cobalto, mentre Kakos ha lineamenti gialli, i solo simboli sono due triangoli insieme. Calcolatori e sempre perfettamente sincronizzati, sono esperti in attacchi di coppia e si completano le frasi a vicenda.
Doppiati da Emmanuel Garijo (francese).
Banes
Animale da compagnia di Gramorr, dall'aspetto simile a quello di una tigre nera con strisce rosse. Non sa parlare, ma è intelligente, ruggisce e sa usare la magia. È la mente dietro alle azioni di Gramorr e Praxina.
Lev
Ha i capelli bianchi e gli occhi azzurri, il suo colore princilale è l'arancio chiaro e il suo simbolo è un falco, all'inizio lavora per Gramorr tradendo Iris, ma in seguito si sacrifica salvandola. Ritorna alla fine della seconda stagione.
Doppiato da Yoann Bellot Sover (francese) e da Davide Fumagalli nella prima stagione e Alessandro Pili nella seconda stagione (italiano)

### Altri personaggi
Jodan, principe di Volta
È il fratello maggiore di Auriana, di cui è molto protettivo, e principe di Volta. Ha i capelli corti e arancioni e gli occhi verdi. Sulla Terra utilizza lo pseudonimo DJ Ezra.
Doppiato da Hervé Grull (francese) e Tommaso Zalone (italiano).
Missy Robins
È fin dall'infanzia la rivale di Iris. Ha i capelli lisci e neri e gli occhi verdi, ed è una ragazza antipatica, viziata, egoista e vanitosa. Cerca costantemente di ottenere l'attenzione di Nathaniel, per cui ha una cotta, ma fallisce a causa dell'amore di quest'ultimo per Iris. Ha due tirapiedi di nome Amy e Lana, che la seguono ovunque.
Doppiata da Audrey Sablé (francese), Annalisa Usai nella prima stagione e Tania De Domenico nella seconda stagione (italiano).
Kyle
È un amico di Nathaniel. Ha i capelli castani a spazzola e gli occhi blu. È un ragazzo gentile e generoso ed ha una cotta, ricambiata, per Talia. Ha una passione per il costruire robot.
Doppiato da Olivier Martret (francese) e Massimo Di Benedetto (italiano).
Doug
È l'auto-proclamato ammiratore numero uno delle Lolirock. Gestisce un blog dedicato a loro e per racimolare informazioni sul loro conto appare spesso come molto invasivo, ma rimane comunque molto altruista e talvolta ingenuo. Sembra avere una cotta per Auriana.
Doppiato da Julien Crampon (francese) e Alessandro Germano (italiano).

## Episodi
| Stagione         | Episodi | Prima TV originale | Prima TV Italia |
| ---------------- | ------- | ------------------ | --------------- |
| Prima stagione   | 26      | 2014-2016          | 2014-2016       |
| Seconda stagione | 26      | 2017               | 2016-2017       |